# Unión Deportiva San Francisco de San Isidro
La Unión Deportiva San Francisco fue un club de fútbol de Costa Rica, con sede en el cantón de San Isidro. Fue fundado en 1975 y jugó en Tercera División y (2.ª. División B de ANAFA). Es uno de los equipos con más tradición en la provincia de Heredia.

## Historia
Fue uno de los segundos clubes de Costa Rica en formarse. Fundado en el cantón de San Isidro, con el nombre de U.D. San Francisco tuvo una larga participación en los Torneos Distritales de La Amistad y Los Pueblos y la 3.ª. División. El Club comienza en las décadas de los 70´s a disputar los torneos amistosos y oficiales.
Entre tanto, el equipo isidreño participaba en el campeonato provincial. Véase como a la par del campeonato nacional aficionado (Federación Nacional de Fútbol), el club competía en campeonatos de la provincia de Heredia y organizaba, o apoyaba, campeonatos interdistritales.
A inicios de 1980 es que el club ingresó en el fútbol organizado de la mano de su entrenador el Señor Antonio Rubí Marín. Para aquel entonces San Francisco juega la eliminatoria por Heredia (Segundas Divisiones B de COFA), siendo San Pedro de Santa Bárbara el monarca provincial.
Y fueron cinco años en que el equipo militó en aquella categoría por la provincia de Heredia. Y para el campeonato 1987, que los azules fueron campeones nacionales de Tercera División de Ascenso por ANAFA por Heredia; ganándole a la Selección de Santa Bárbara (Club Deportivo San Bosco).
Fue hasta 1988 que La Zaka (San Francisco) vuelve a la carga en y son subcampeones por Heredia. Perdiendo la final regional ante C.D. Caribe de Mercedes Norte.
Fue hasta 1989 que la Unión Deportiva San Francisco de San Isidro logra otra vez el título cantonal y juega la cuadrangular final provincial de Tercera División frente a la Selección de Santa Bárbara (Club Deportivo Machado), Club Deportivo Diablos Rojos de San Pablo y el representativo de Barva; siendo San Francisco que se corona campeón.
En la eliminatoria final logra un subtítulo nacional frente a la Selección de San José (Escazú) y sube la Segunda B de ANAFA donde se mantiene hasta la temporada 1997-98 y desciende nuevamente a terceras de ascenso.
A nivel de cuarta división de ANAFA 1989. La Unión Deportiva San Francisco clasifica por el título nacional con la A.D. Ramonense, A.D. Pococí, ASODELI, Pérez Zeledón, Deportivo Lac de Hatillo, Barriada de Puntarenas, Centro de Sport en San José, Municipal Moravia, Nandayure y Upala.
Para el año 2009 la U.D. San Francisco es campeón de la región 9 de Heredia (Tercera División de LINAFA), y asciende a la Primera Liga Superior Aficionada.

## Uniforme
- Uniforme titular: Camiseta blanca y azul, pantalón azul, medias blancas.

## Cancha de fútbol
La cancha oficial del club fue el Estadio de Concepción de San Isidro y la sede social estuvo en el mismo distrito.

## Ascenso
- Liga de Tercera División de Ascenso por ANAFA 1983
- Segunda División B de Ascenso por ANAFA 1990

## Palmarés

### Torneos Nacionales
- Subcampeón Nacional de Tercera División por ANAFA Heredia (1): 1988

- Campeón Nacional de Tercera División por ANAFA Heredia (2): 1987- 89

- Subcampeón Nacional de Tercera División de Costa Rica (1): 1989

- Campeón Nacional de Cuarta División por ANAFA Heredia (1): 1989

- Campeón Nacional de Tercera División de LINAFA Heredia (1): 2009-10